# 納普里多克足球俱樂部
納普里多克足球俱樂部（FK Napredok）是北馬其頓国内的一家足球俱樂部，主場位於基切沃。球隊參加馬其頓足球甲級聯賽的賽事。

## 外部連結
- 納普里多克足球俱樂部的Facebook專頁
- Club info at MacedonianFootball （页面存档备份，存于） （英文）
- Football Federation of Macedonia （页面存档备份，存于） （馬其頓文）